# Montblanc (Hérault)
Montblanc település Franciaországban, Hérault megyében. Lakosainak száma 2896 fő (2022. január 1.). Montblanc Bessan, Béziers, Cers, Portiragnes, Saint-Thibéry, Servian, Valros és Vias községekkel határos.

## Népesség
A település népességének változása:
| Lakosok száma | 1567 | 1643 | 1857 | 2443 | 2802 | 2814 | 2848 | 2865 | 2868 | 2896 |
|               | 1968 | 1982 | 1990 | 2006 | 2013 | 2015 | 2017 | 2019 | 2020 | 2022 |